# Otočić Arta Mala
Otočić Arta Mala är en ö i Kroatien.   Den ligger i länet Šibenik-Knins län, i den södra delen av landet, 220 km söder om huvudstaden Zagreb. Arean är 0,54 kvadratkilometer.
Terrängen på Otočić Arta Mala är lite kuperad. Öns högsta punkt är 59 meter över havet. Den sträcker sig 1,3 kilometer i nord-sydlig riktning, och 1,1 kilometer i öst-västlig riktning.  Trakten runt Otočić Arta Mala består i huvudsak av gräsmarker.